# Kwas winowy

Enancjomorficzne kryształy L- i D-winianu amonowo-sodowego

Kwas winowy (łac. acidum tartaricum, E334) – organiczny związek chemiczny z grupy hydroksykwasów dikarboksylowych zawierający dwie grupy hydroksylowe (–OH). Występuje w owocach (zwykle enancjomer D), zwłaszcza winogronach w stanie wolnym i w postaci soli.

## Izomery i aktywność optyczna
Związek ten posiada trzy izomery optyczne: dwa enancjomery (+)-(R,R) (–)-(S,S) i formę mezo (R,S). Odmiana (+)-(R,R) skręca płaszczyznę światła spolaryzowanego w prawo (–)-(S,S) w lewo, odmiana mezo, zwana również kwasem antywinowym, jest nieaktywna optycznie. Nieczynna optycznie jest też równomolowa mieszanina odmian (+)-(R,R) i (–)-(S,S), czyli racemat, zwany kwasem gronowym, posiadająca właściwości inne niż odmiana mezo (formy optycznie czynne są diastereoizomerami formy mezo). Podczas ogrzewania, ok. 165 °C odmiany (+)-(R,R) i (–)-(S,S) przechodzą w odmianę mezo, a w około 175 °C tworzy się racemat.
Izomery optyczne kwasu winowego
|                                                       |                                           |                                   |
| kwas (+)-winowy konfiguracja R,R, czyli L (naturalny) | kwas (–)-winowy konfiguracja S,S, czyli D | kwas mezo-winowy konfiguracja R,S |

XIX-wiecznych chemików zastanawiało występowanie kwasu winowego w dwóch formach, z których naturalna skręcała płaszczyznę światła w prawo, a druga była optycznie nieczynna. Ludwik Pasteur zdołał za pomocą pęsety i szkła powiększającego rozdzielić enancjomorficzne kryształy L- i D-winianu amonowo-sodowego, udowadniając, że kwas gronowy to mieszanina dwóch odmian kwasu winowego.

## Zastosowanie
Kwas winowy wyizolowano po raz pierwszy z wodorowinianu potasu HOOC−(CHOH)
2−COOK (kwaśnego winianu potasu, tzw. winnego kamienia), który osadza się w kadziach i beczkach przy fermentacji wina.
Kwas winowy i jego sole są stosowane jako dodatki do żywności regulujące kwasowość. Ich oznaczenia według norm Unii Europejskiej: kwas winowy to E334, winian sodu E335, winian potasu E336, winian sodowo-potasowy (tzw. sól Seignette’a) E337. Kwas winowy i jego sole wykorzystuje się też przy produkcji serów topionych. Winian antymonylu-potasu (COOK−(CHOH)
2COOSbO), znany również jako emetyk, był stosowany jako środek pobudzający do wymiotów.
Kwas winowy lub wodorowinian sodu stosuje się w analizie chemicznej do wykrywania jonów potasu.

### Zastosowanie w medycynie
Kwas winowy podawany doustnie w postaci roztworu powoduje ugaszenie pragnienia. Wykazuje działanie przeciwbiegunkowe – w małych dawkach, natomiast w większych jest osmotycznym środkiem przeczyszczającym. Wzmaga procesy regeneracji nabłonków przewodu pokarmowego, zapobiega niestrawności. Posiada dość silne właściwości prebiotyczne.
Zastosowany miejscowo odznacza się działaniem antyseptycznym i ściągającym. Ponadto działa także przeciwzapalnie, hamując obrzęki oraz nadmierne wydzielanie sebum. W dermatologii stosowany miejscowo w postaci 0,5–5% roztworów wodnych i spirytusowych oraz 5–20% maści. Ponadto szeroko stosowany w przemyśle farmaceutycznym do przygotowywania postaci leku (granulaty, formy musujące – effervescens i inne) oraz jako regulator kwasowości, substancja stabilizująca.

## Preparaty – Polska
- Acidum tartaricum – subst. do receptury aptecznej